# Bombastic
Bombastic (XI Go) est un jeu vidéo de puzzle développé par Shift et édité par Sony Computer Entertainment, sur PlayStation 2.
Il fait suite à Devil Dice.

## Accueil
- Famitsu : 32/40[1]